# 二条家
二条家（日语：／ Nijō Ke */?）是一个藤原氏的支流，是公家中的五摄家之一，家族成员有资格出任摄政、关白。二条家的家祖是二條良實。二条良实是出身九条家的关白九條道家次子，因居住在二条富小路，因此以二条为家名。
在室町时代和江户时代，二条家都是五摄家中立场最为亲近幕府的一支，家族成员常常能获得幕府将军的偏讳，日本历史上最后一任关白二條齊敬也是出身二条家。在江户时代，二条家享受1708石的俸禄。在明治时代，二条家成为华族，获封公爵爵位。